# Distretto di Qijin
Il distretto di Qijin (旗津區S, Qiédìng QūP) è un distretto della municipalità di Kaohsiung, situata a Taiwan.